# Koniuszany Małe
Koniuszany Małe (biał. Малыя Канюшаны, Małyja Kaniuszany; ros. Малые Конюшаны, Małyje Koniuszany) – wieś na Białorusi, w obwodzie grodzieńskim, w rejonie lidzkim, w sielsowiecie Tarnowszczyzna.

## Historia
W XIX i w początkach XX w. położone były w Rosji, w guberni wileńskiej, w powiecie lidzkim.
W dwudziestoleciu międzywojennym wieś i folwark leżące w Polsce, w województwie nowogródzkim, w powiecie lidzkim. Do 11 kwietnia 1929 w gminie Honczary, a po jej zniesieniu w gminie Bielica. W 1921 wieś liczyła 100 mieszkańców, zamieszkałych w 18 budynkach, w tym 44 Polaków, 41 Białorusinów i 15 osób innej narodowości. 59 mieszkańców było wyznania prawosławnego i 41 rzymskokatolickiego. Folwark liczył zaś 54 mieszkańców, zamieszkałych w 10 budynkach, w tym 42 Polaków i 12 Białorusinów. 28 mieszkańców było wyznania prawosławnego i 26 rzymskokatolickiego.
Po II wojnie światowej w granicach Związku Sowieckiego. Od 1991 w niepodległej Białorusi.